# Морроувілл (Канзас)
Морроувілл (англ. Morrowville) — місто (англ. city) в США, в окрузі Вашингтон штату Канзас. Населення — 114 особи (2020).

## Географія
Морроувілл розташований за координатами 39°50′42″ пн. ш. 97°10′22″ зх. д. / 39.84500° пн. ш. 97.17278° зх. д. (39.845059, -97.172747).  За даними Бюро перепису населення США в 2010 році місто мало площу 0,36 км², уся площа — суходіл.

## Демографія
Згідно з переписом 2010 року, у місті мешкало 155 осіб у 60 домогосподарствах у складі 42 родин. Густота населення становила 429 осіб/км².  Було 90 помешкань (249/км²).
Расовий склад населення:
| - 98,7 % — білих |

До двох чи більше рас належало 1,3 %. Частка іспаномовних становила 0,0 % від усіх жителів.
За віковим діапазоном населення розподілялося таким чином: 28,4 % — особи молодші 18 років, 52,9 % — особи у віці 18—64 років, 18,7 % — особи у віці 65 років та старші. Медіана віку мешканця становила 40,4 року. На 100 осіб жіночої статі у місті припадало 109,5 чоловіків;  на 100 жінок у віці від 18 років та старших — 109,4 чоловіків також старших 18 років.
Середній дохід на одне домашнє господарство  становив 42 849 доларів США (медіана — 40 250), а середній дохід на одну сім'ю — 49 324 долари (медіана — 44 167). Медіана доходів становила 35 625 доларів для чоловіків та 27 083 долари для жінок. За межею бідності перебувало 9,1 % осіб, у тому числі 13,3 % дітей у віці до 18 років та 12,0 % осіб у віці 65 років та старших.
Цивільне працевлаштоване населення становило 78 осіб. Основні галузі зайнятості: сільське господарство, лісництво, риболовля — 26,9 %, освіта, охорона здоров'я та соціальна допомога — 24,4 %, виробництво — 19,2 %.